# Bōken Shōnen Shadar
Bōken Shōnen Shadar (jap. 冒険少年シャダー, Bōken Shōnen Shadā) ist eine Animeserie von Nippon Hōso Eigasha und Toei Animation aus den Jahren 1967 und 1968. Sie fand später im lateinamerikanischen Raum Verbreitung und ist in die Genres Abenteuer und Action einzuordnen.

## Inhalt
Der junge Kämpfer Shadar wurde nach einem langen Schlaf in einem Tempel unter dem Fuji von seinen Wächtern geweckt, als die Menschen vom Dämon Ghoster angegriffen werden. Dieser will die Welt beherrschen und Shadar soll gegen ihn kämpfen. Mit seiner Fähigkeit, Kopien von sich zu erschaffen, sowie mit seinem Lichtschwert ist er seinem Gegner stets überlegen. Zu seinen Mitstreitern zählt der Wissenschaftler Mambo, der Junge Rocko sowie sein Hund Pinboke.

## Produktion und Veröffentlichung
Die Fernsehserie wurde von den Studios Nippon Hōso Eigasha und Toei Animation 1967 produziert, nach einem Drehbuch von Masaki Tsuji. Regie führte Jizu Kataoka und Shinichi Kuwajima entwarf die Designs. Atsutoshi Soda komponierte die Hintergrundmusik. Das Vorspannlied Shadā no uta (シャダーのうた) stammt von CA Pops, Shuji Terayama und Tadashi Suzuki.
Der Sender NTV zeigte die 156 Folgen von zehn Minuten Länge werk- und samstäglich vom 18. September 1967 bis zum 30. März 1968. Kenji Utsumi, Sprecher von Ghoster, wurde in Japan durch diese Rolle bekannt und trat später in ähnlichen Rollen dämonischer Antagonisten auf.
Eine spanische Übersetzung wurde von Canal 12 Multimedios (Mexiko) und Televisa Canal 5 ausgestrahlt, eine italienische von Italia 1 und eine portugiesische von Rede Record (Brasilien) und TV Tupi. Dabei wurde die Serie international unter verschiedenen Titeln bekannt, darunter die englische Übersetzung des Titels Adventure Boy Shadar sowie der italienische Titel La spada di luce, der portugiesische Shadow Boy und der spanische Sombrita.

## Synchronsprecher
| Rolle   | Japanische Stimme |
| ------- | ----------------- |
| Shadar  | Michiru Hōjō      |
| Rocko   | Sumiko Shirakawa  |
| Ghoster | Kenji Utsumi      |